# Kimball & Thompson

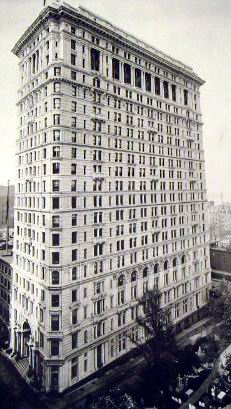
Empire Building, Manhattan, photographié en 1898.

Kimball & Thompson était le nom d'un partenariat entre les architectes Francis H. Kimball et G. Kramer Thompson de 1892 à 1898. Ils figurent parmi les premiers à avoir proposé des gratte-ciels à ossature d'acier et murs-rideaux. Ils ont construit plusieurs bâtiments à Manhattan, New York.

## Bâtiments
- L'Empire Building (1895), 71 Broadway[1].
- Manhattan Life Insurance Building (1894 ; démoli en 1964) 64–70 Broadway.
- Rhinelander Mansion (en) (1898), Madison Avenue et 72e Rue, conception attribuée à Kimball & Thompson « mais une photographie du manoir publiée vers la fin de la construction incluait la mention qu'il avait été conçu par Alexander Mackintosh, un obscur praticien local. »[2] ; Alexander Mackintosh a travaillé pour le partenariat Kimball & Thomson.
- Local pour les chariots de livraison tirés par des chevaux de B. Altman and Company (1896), qui subsiste sur West 18th Street, avec des intérieurs entièrement réaménagés[3].